# Claudia Osburg
Claudia Osburg (* 18. September 1965 in Hannover) ist eine deutsche Erziehungswissenschaftlerin.

## Leben
Sie studierte Sonderschulpädagogik (Schwerpunkt Sprache und Lernen) und Diplompädagogik. Nach der Promotion in Hamburg 1996 und Habilitation ebenda 2000 wurde sie dort 2004 Professorin (C3) für Erziehungswissenschaft unter besonderer Berücksichtigung der Grundschulpädagogik mit dem Schwerpunkt Bildungsprozesse in heterogenen Lerngruppen.
Ihre Forschungsschwerpunkte sind Inklusion und Didaktik – Zur Umsetzung des Inklusionsgedankens in Grundschulen, Erwerb der gesprochenen und geschriebenen Sprache, Lehr-Lernprozesse unter Berücksichtigung von Kindern mit sprachlichen Auffälligkeiten, Lese-Rechtschreibförderung und Lehr-Lernkontexte im offenen Unterricht.

## Schriften (Auswahl)
- Gesprochene und geschriebene Sprache. Aussprachestörungen und Schriftspracherwerb. Baltmannsweiler 1997, ISBN 3-87116-894-7.
- Begriffliches Wissen am Schulanfang. Schulalltag konstruktivistisch analysiert. Freiburg im Breisgau 2002, ISBN 3-931240-21-5.
- mit Mechthild Dehn und Ingelore Oomen-Welke: Kinder & Sprache(n). Seelze 2012, ISBN 978-3-7800-1081-0.
- mit Anna Sophie Schütte: Theater und darstellendes Spiel inklusiv. Unterrichtsanregungen für die Klassen 1–10. Mülheim an der Ruhr 2015, ISBN 978-3-8346-2925-8.